# آدم لوندكفيست
آدم لوندكفيست (بالسويدية: Adam Lundqvist)‏ (20 مارس 1994 السويد - ) هو لاعب كرة قدم سويدي، يلعب كمدافع، شارك في كرة القدم في الألعاب الأولمبية الصيفية 2016.

## روابط خارجية
- آدم لوندكفيست على موقع اتحاد السويد (السويدية)
- آدم لوندكفيست على موقع الدوري الأمريكي (الإنجليزية)
- آدم لوندكفيست على موقع قاعدة بيانات كرة القدم.إي يو (الإنجليزية)
- آدم لوندكفيست على موقع ناشيونال فوتبول تيمز (الإنجليزية)
- آدم لوندكفيست على موقع Soccerbase.com (لاعب) (الإنجليزية)
- آدم لوندكفيست على موقع Soccerway.com (الإنجليزية)
- آدم لوندكفيست على موقع عالم كرة القدم.نت (الإنجليزية)
- آدم لوندكفيست على موقع أوليمبيديا (الإنجليزية)
- آدم لوندكفيست على موقع اللجنة الأولمبية السويدية (السويدية)
- آدم لوندكفيست على موقع AS.com (الإسبانية)